# 1991 في الكويت

## المناصب
- أمير الدولة: جابر الأحمد الصباح
- رئيس الوزراء وولي العهد: سعد العبد الله السالم الصباح

## أحداث
- 26 فبراير - تحرير الكويت من الغزو العراقي.

## مواليد
- فهد الهاجري - لاعب كرة قدم
- صمود - ممثلة
- حنان جابر - مذيعة

## وفيات
- محمد الفايز - شاعر.
- حمد محمد السعيدان - باحث ومؤرخ.
- وفاء العامر - ممثلة ومناضلة
- فائق عبد الجليل - شاعر ومناضل